# 特拉維夫哈哈甘納站
特拉維夫哈哈甘納站（希伯來語：תחנת הרכבת תל אביב – ההגנה）是以色列的一個鐵路車站，也是特拉維夫最南端的鐵路車站，位於特拉維夫中央巴士站以東400米處。在2008年9月，哈哈甘納站是以色列第三繁忙的火車站，僅次於特拉維夫中央站和特拉維夫哈沙隆站。